# 瘦房兰属
瘦房兰属（学名：Ischnogyne）是兰科下的一个属，为附生兰。该属仅有瘦房兰（Ischnogyne mandarinorum）一种，分布于中国四川、贵州和陕西。